# Mycena longiseta
Mycena longiseta är en svampart som beskrevs av Höhn. 1909. Mycena longiseta ingår i släktet Mycena och familjen Mycenaceae.   Inga underarter finns listade i Catalogue of Life.